# Dietrich H. Hoppenstedt
Dietrich Hermann Hoppenstedt (* 16. September 1940 in Osnabrück) war Präsident des Deutschen Sparkassen- und Giroverbands.

## Leben
Von 1962 bis 1971 studierte Hoppenstedt an der Georg-August-Universität Göttingen Rechtswissenschaft. Mit einer Doktorarbeit über Christian Ulrich Grupen wurde er 1970 zum Dr. iur. promoviert. Wie sein Vater wurde er Mitglied des Corps Hildeso-Guestphalia Göttingen (1963) und des Corps Vandalia Rostock (1968). Danach war er als Rechtsanwalt tätig. Er war Geschäftsführer des Wasser- und Bodenverbandes, Landesverband Niedersachsen. Von 1977 bis 1979 war er Oberkreisdirektor des Landkreises Uelzen. Von 1979 bis 1983 war er Staatssekretär beim Niedersächsischen Ministerium für Ernährung, Landwirtschaft und Forsten. 1983 begann seine Tätigkeit für die Sparkassen-Finanzgruppe. Er war Präsident des Niedersächsischen Sparkassen- und Giroverbandes. Von 1. Oktober 1998 bis zum 30. April 2006 war er Präsident des Deutschen Sparkassen- und Giroverbandes. Bis zum 30. April 2006 war Hoppenstedt Vorsitzender vom Verwaltungsrat der DekaBank Deutsche Girozentrale. Er war bis 2012 zwölf Jahre lang Präsident der Stiftung Niedersachsen. Von 2008 bis 2023 war er Präsident der Freiherr-vom-Stein-Gesellschaft. Hoppenstedt ist verheiratet und hat drei Söhne, darunter Hendrik Hoppenstedt.

## Publikationen
- Christian Ulrich Grupen als Jurist und Rechtshistoriker in Hannoversche Geschichtsblätter, Bd. 25, 1971[8]
- Stiftung Niedersachsen: »älter – bunter – weniger« Die demografische Herausforderung an die Kultur (S. 7–10), Transcript Verlag, 2015, ISBN 978-3-8394-0505-5[9]